# Denico Autry
Denico Autry (Albemarle, 15 luglio 1990) è un giocatore di football americano statunitense che milita nel ruolo di defensive tackle per gli Houston Texans della National Football League (NFL). Non scelto nel corso del Draft NFL 2014, firmò come undrafted free agent con gli Oakland Raiders. Al college ha giocato a football a EMCC e per Mississippi State.

## Carriera universitaria
Autry frequentò l'East Mississippi Community College e giocò per i Lions nel 2011. Aiutò la squadra a vincere il titolo statale e il campionato nazionale NJCAA. Fu nominato nella prima formazione ideale NJCAA All-America del 2011. Si trasferì all'Università statale del Mississippi e giocò per i Mississippi State Bulldogs dal 2012 al 2013. In due stagioni disputò 26 partite (23 da titolare), e fece registrare 73 tackle totali dei quali 16 con perdita di yard, sei sack e tre fumble forzati.

## Carriera professionistica

### Oakland Raiders
Il 20 maggio 2014, dopo non essere stato scelto al Draft NFL 2014, Autry firmò come undrafted free agent con gli Oakland Raiders. Fece il suo debutto nella NFL il 2 ottobre 2014, nella partita contro i Cleveland Browns, facendo registrare due tackle. Terminò la stagione 2014 con dieci presenze e totalizzando 13 placcaggi totali.
Nella stagione 2015, Autry disputò 14 partite (otto da titolare), totalizzando 22 placcaggi combinati, tre sack, tre passaggi deviati e una safety.
Nella stagione 2016 giocò 16 partite (sette da titolare), totalizzando 29 placcaggi, 2,5 sack e due fumble recuperati.
Nella stagione 2017, Autry disputò 16 partite (tre da titolare), e fece registrare 36 placcaggi e 5,0 sack (entrambi record personali).

### Indianapolis Colts
Il 14 marzo 2018, Autry firmò un contratto triennale del valore di 17,8 milioni di dollari con gli Indianapolis Colts. Nel 14º turno della stagione fu premiato come difensore della AFC della settimana dopo avere messo a segno 4 placcaggi e 2 sack su Deshaun Watson nella vittoria sugli Houston Texans. Chiuse la stagione 2018 con dodici presenze (di cui undici da titolare), 37 placcaggi totali (28 solitari e 9 assistiti), nove sack, due fumble forzati, un fumble recuperato e un passaggio deviato.

### Tennessee Titans
Il 18 marzo 2021 Autry firmò con i Tennessee Titans un contratto triennale del valore di 21,5 milioni di dollari.
Nella settimana 12 della stagione 2023 Autry mise a segno 2 sack e un massimo stagionale di 7 pressioni sul quarterback nella vittoria sui Carolina Panthers.

### Houston Texans
Il 15 marzo 2024 Autry firmò un contratto biennale con gli Houston Texans. Il 29 luglio fu sospeso per sei partite per avere fallito un test antidoping.

## Palmarès
- Difensore della AFC della settimana: 1

14ª del 2018